# 楊鍾岳
楊鍾岳（？—？），字大山。廣東揭陽人，清初官員。同進士出身。

## 生平
康熙三年（1664年）甲辰科三甲進士。選翰林院庶吉士，散館改戶部主事。康熙十八年（1679年）接替孫期昌擔任福建提學道。